# Grup de Juristes Roda Ventura
Grup de Juristes Roda Ventura és una organització sense ànim de lucre catalana d'orientació cristiana, vinculada al Centre d'Estudis Francesc Eiximenis, formada per un grup d'advocats especialitzats en Drets Humans. Integrats a l'organització Pax Romana i és membre del Consell de Drets Humans de Nacions Unides i de la FOCIR. Fou creada el 1982, va rebre el nom en homenatge al rector i il·lustre advocat Frederic Roda i Ventura i hi col·laboraren en l'acte inaugural Eugeni Gay i Montalvo i Josep Verde i Aldea.
La seva principal activitat és l'assessoria jurídica directa o consultiva en matèria de drets de les persones. També col·laboració amb Pax Romana en organismes internacionals, organitza voluntaris per assessorar jurídicament a presos i immigrants en col·laboració amb Càritas Diocesana, organitza cursos i conferències sobre drets humans i col·labora amb la Women Against Fundamentalims and for Equality en matèria de discriminació de gènere. També és una de les entitats que va fer possible la sessió a Barcelona del Tribunal Permanent dels Pobles de 1996.
Un dels seus membres més destacats ha estat Agustí de Semir i Rovira, segon president del grup. La seva presidenta és Eulàlia Pascual i Lagunas i la seva seu és al carrer Rocafort 242 de Barcelona.